# Budapest Márka
A Budapest Márka egy elismerő cím, amelyet a Fővárosi Közgyűlés alapított 2013-ban. Az elismerő oklevelet a Főváros főpolgármestere adja át.

## Díjazottak
- Rizmajer Sörfőzde és Sörház (2014)[1]
- Evoporo csoport (2014)[2]